# James Steuart (economista)
Sir James Steuart, tercer Baronet de Goodtrees y séptimo Baronet de Coltness (21 de octubre de 1712-26 de noviembre de 1780), también conocido como Sir James Steuart Denham y Sir James Denham Steuart, fue un destacado jacobita escocés y "el primer británico en tratar el sistema global de la economía burguesa". Adoptó el apellido Denham al final de su vida; heredó el baronetado de Coltness de su primo en 1773.

## Primeros años de vida
Steuart nació en Edimburgo y era uno de los 12 hijos de Sir James Steuart, quien fue Procurador General de Escocia bajo la reina Ana y Jorge I. Su madre era Anne Dalrymple, hija de Hew Dalrymple, Lord de North Berwick y Presidente del Tribunal de Sesiones. A los veinticuatro años de edad, ya graduado de la Universidad de Edimburgo, ingresó en el colegio escocés de abogados.
Luego de esto, pasó algunos años en el continente europeo, y estando en Roma entabló relaciones con Carlos Eduardo Estuardo, el joven pretendiente. Estuvo en Edimburgo en 1745, y tal fue el compromiso con la causa de Carlos Eduardo que después de la batalla de Culloden consideró necesario regresar a la Europa continental, donde permaneció hasta 1763. No fue hasta 1771 que fue totalmente perdonado por cualquier complicidad que pudiera haber tenido en la rebelión. Murió en la residencia de su familia, Coltness, en Lanarkshire .
Se casó con Lady Frances Wemyss (1722-1789), hermana menor de David Wemyss, Lord de Elcho, quien desempeñó un papel destacado en el Levantamiento de 1745. Su hijo, Sir James Steuart Denham (1744-1839), editó sus trabajos y fue miembro del Parlamento y coronel de los Grises Reales de Escocia. Su hija Agnes se casó con Henry Erskine, décimo Conde de Buchan.

### Familia
Steuart descendía de otro Sir James Stewart, quien además de ser caballero era un comerciante de Edimburgo y un presbiteriano acérrimo, que apoyó a Carlos II en las Guerras Civiles Británicas de 1642-1660. Murió en 1681, y ganó suficiente dinero como para comprar tierras para sus hijos; Tres de esos hijos fueron lo suficientemente prominentes como para que sus familias recibieran el título de Baronet después de la Revolución Gloriosa de 1688.

## Crítica a la teoría cuantitativa del dinero
En su obra magna, Steuart se enfrentó explícitamente lo que hoy conocemos como la Teoría cuantitativa del dinero, específicamente, a través de la crítica de sus elementos sustanciales en los trabajos de Montesquieu y David Hume, este último quien fue el claro formulador la teoría. Steuart resumió dichos postulados de la siguiente manera:
1) Los precios de las mercancías en un país están determinados por la cantidad de dinero (real o simbólico) que se encuentra en él. 
2) El dinero circulante en un país representa a todas las mercancías que se encuentran en él. En la misma proporción en que aumenta el número de los representantes, es decir del dinero, a cada representante le tocará una parte mayor o menor de la cosa representada. 
3) Si aumentan las mercancías, disminuirá su precio o aumentará el valor del dinero. Si aumenta el dinero, a la inversa, aumentará el precio de las mercancías y disminuirá el valor del dinero.
Por su parte, Steuart, frente a la pregunta de si los precios de las mercancías están determinados por la cantidad de dinero circulante o, si por el contrario, la cantidad del dinero circulante está determinada por los precios de las mercancías, Steuart se posicionó a favor de la segunda opción. Él postuló que la cantidad de dinero circulante depende de la demanda de efectivo (que agrupa tanto el pago de lo que se adeuda como la compra de lo que se necesita), algo que es totalmente independiente de la cantidad de dinero existente en un país.
Esta postura, será luego retomada y defendida por, entre otros, Karl Marx, ya que para este, es la que permite explicar algunas de las determinaciones formales esenciales del dinero y las leyes generales de la circulación del dinero.

## Obras

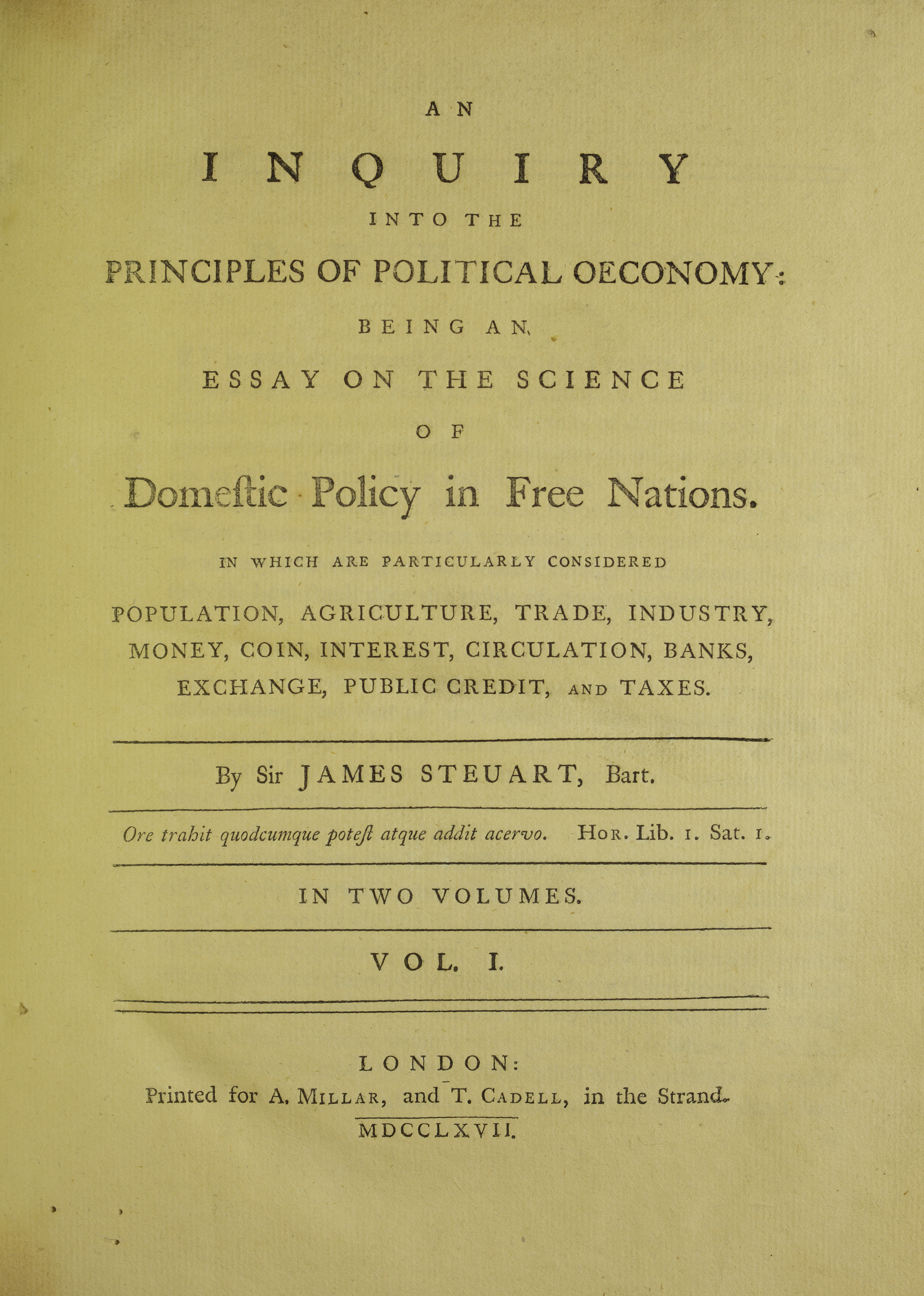
Una investigación sobre los principios de la economía política, 1767.

James Steuart publicó en 1767 Una investigación sobre los principios de la economía política, el primer libro de un economista escocés con el término "economía política" formando parte del título. Él explicó el uso del término de la siguiente manera:
[tal como] la economía, a secas, [es] el arte de satisfacer todas las necesidades de una familia, [la ciencia de la economía política] busca asegurar un cierto fondo de subsistencia para todos los habitantes, queriendo evitar cualquier circunstancia que pueda volverla precaria; quiere proveer todo lo necesario para satisfacer las necesidades de la sociedad y emplear a sus habitantes [...] de una forma en la que se creen naturalmente relaciones y dependencias recíprocas entre ellos, para que puedan satisfacerse unos a otros sus necesidades recíprocas. 
El libro fue el estudio más completo y sistemático de la ciencia económica mercantilista moderada que había aparecido en Inglaterra y, de hecho, el primer tratado completamente sobre economía en aparecer. Incluso el filósofo alemán Hegel reconoció ese libro y en el año 1799  escribió un comentario al respecto. Aunque si bien se la considera parte de la Ilustración escocesa, cuyos mayores referentes fueron David Hume y Adam Smith, la economía de Steuart se remonta a la era mercantilista anterior. 
El mercantilismo era la escuela de pensamiento que sostenía que lo fundamental para cualquier nación era lograr una balanza comercial positiva y que con tal de conseguirla no se descartaba la prohibición de exportar oro y plata. Esta teoría condujo a altos aranceles proteccionistas que buscaban maximizar el uso de los recursos internos, la expansión colonial y la exclusividad del comercio con las colonias creadas. En 1815, por sugerencia de asesores mercantilistas, el Parlamento Británico aprobó las Leyes de cereales, que imponían altos aranceles a la importación de grano, sobre todo al trigo. El debate respecto de estas leyes fue muy duro, dominó la discusión política durante todos los gobiernos británicos posteriores hasta que las leyes fueron derogadas en 1846.
A nivel de cualquier transacción de venta individual, el mercantilismo sostenía que la ganancia se desarrollaba en el momento de la venta. En línea con esto, Steuart sostuvo que la ganancia era un mero "recargo" por la enajenación -la venta- del bien. Sin embargo, Steuart no era un mercantilista puro, él creía en una "forma científica de mercantilismo". Él sí admitió que la ganancia obtenida a través del intercambio "fluctuaría" con el aumento y/o caída de la demanda.  De todas formas, como todos los buenos mercantilistas, Steuart seguía mirando el intercambio como creador de ganancias y no reconocía ningún valor en una mercancía antes de su venta.
Steuart fue uno de los últimos representantes de la escuela de pensamiento económico mercantilista.
Aunque su obra magna parece haber sido bien recibido, el impacto de esta se vio eclipsado por La riqueza de las naciones de Adam Smith, que se publicó sólo nueve años después. Smith nunca cita ni menciona el libro de Steuart, aunque se sabe que lo conocía. Sumado a esto, los ataques al mercantilismo en La riqueza de las naciones parecen haber estado dirigidos principalmente contra Steuart. Al parecer, Smith creía que la oratoria de Steuart era superior a su libro escrito, probablemente por eso deseaba mantenerse alejado cualquier controversia con él. Vale destacar también que el libro de Steuart fue recibido mucho más favorablemente un siglo después por los miembros de la Escuela Historicista alemana de Economía.
Dentro de las obras de James Steuart recopiladas por su hijo General Sir James Denham Steuart que fueron publicadas en 6 volúmenes en 1805 se incluyen:
- A Dissertation upon the Doctrine and Principles of Money applied to the German Coin (1758)  [En español: Una disertación sobre la Doctrina y los Principios del Dinero aplicados a la Moneda Alemana]
- Apologie du sentiment de M. le Chevalier Newton sur l'ancienne chronologie des Grecs (1757) [En español: Apología del sentimiento del Señor Caballero Newton sobre la antigua cronología de los griegos]
- An Inquiry into the Principles of Political Oeconomy: Being an Essay on the Science of Domestic Policy in Free Nations, in Which Are Particularly Considered Population, Agriculture, Trade, Industry, Money, Coin, Interest, Circulation, Banks, Exchange, Public Credit, and Taxes ([1767, 2v.] 1770). [En español: Una investigación sobre los principios de la economía política: siendo un tratado sobre la ciencia de las políticas domésticas en naciones libres, en las que se considera particularmente la población, la agricultura, el comercio, la industria, el dinero, la moneda, el interés, la circulación, los bancos, el intercambio, el crédito público y los impuestos.]
- The Principles of Money applied to the Present State ef Bengal, published at the request of the East India Company (1772). [En español: Los principios del dinero aplicados al estado actual de Bengala, publicados a petición de la Compañía de las Indias Orientales].
- A Dissertation on the Policy of Grain (1783). [En español: Una disertación sobre la política de granos].
- Plan for introducing Uniformity in Weights and Measures within the Limits of the British Empire (1790) [En español: Plan para introducir la uniformidad de pesos y medidas dentro de los límites del Imperio Británico]
- Observations on Beattie's Essay on Truth. [Observaciones sobre el ensayo sobre la verdad de Beattie]
- A Dissertation concerning the Motive of Obedience to the Law of God, and other treatises. [En español: Disertación sobre el motivo de la obediencia a la ley de Dios y otros tratados].